# Palau Balbi

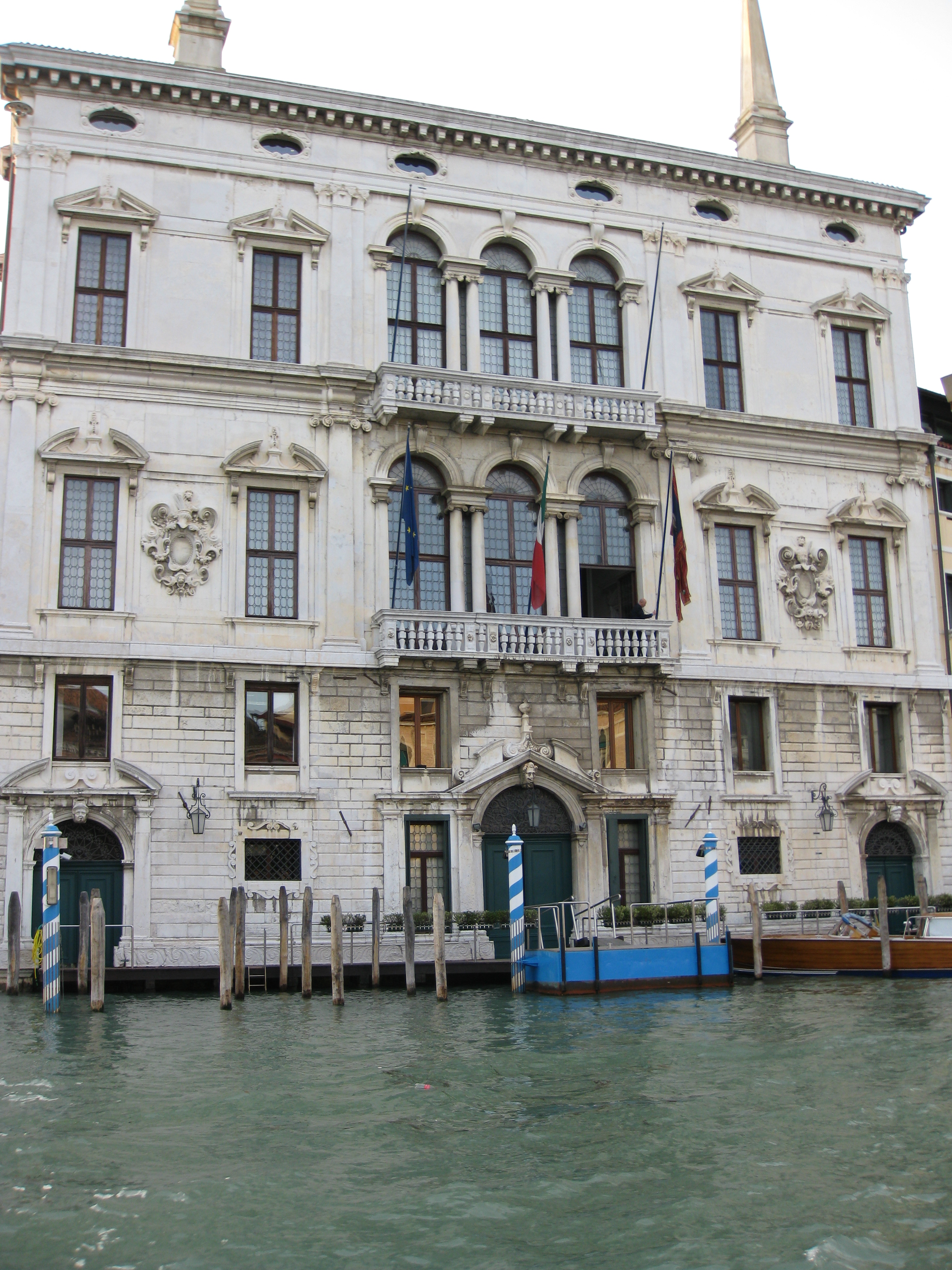
La façana del Palau Balbi

El Palau Balbi és un palau de Venècia, situat al districte de Dorsoduro i amb vistes al Gran Canal a la zona anomenada volta de canal, entre Ca' Foscari i el Palau Caotorta Angaran. És la seu oficial del president de la regió del Vèneto i del Consell Regional.

## Història
El Palau Balbi és un edifici de la segona meitat del segle XVI, construït segons un disseny d'Alessandro Vittoria per ser la residència de la família Balbi, que formava part del patriciat. El client es deia Nicolò Balbi. L'obra va romandre oberta només vuit anys, del 1582 al 1590, potser a causa de la urgència del propietari per trobar una nova ubicació.

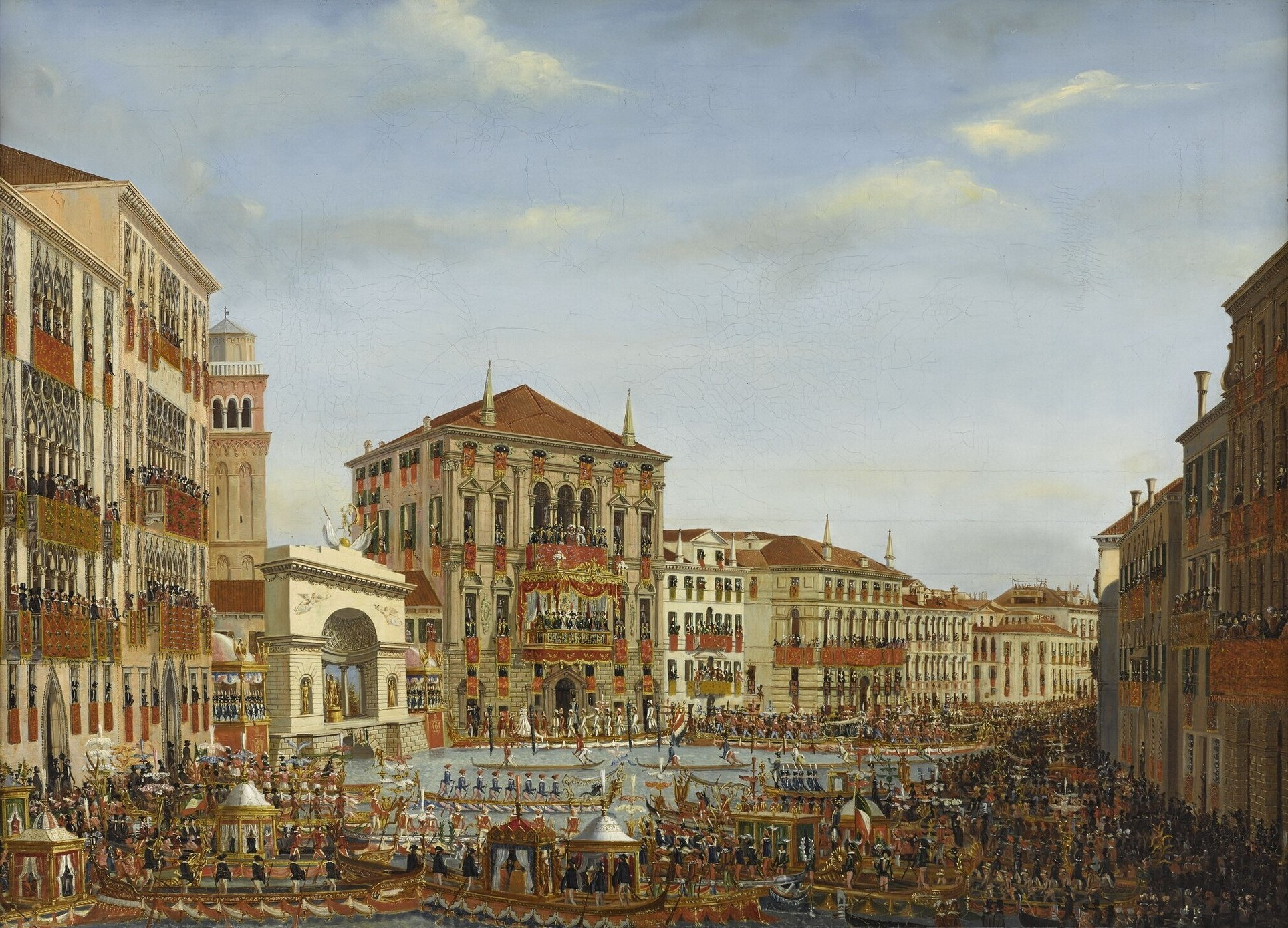
Giuseppe Borsato - Napoleó assisteix a la regata de Venècia el 1807. El general mira des del Palau Balbi.

Al llarg dels anys s'han dut a terme nombroses restauracions, inclosa la del 1737 encarregada per Lorenzo Balbi i la posterior, en què s'hi van afegir obres de Jacopo Guarana. El 1807, Napoleó Bonaparte va ser allotjat aquí i va poder assistir a la regata organitzada en honor seu. Al llarg dels anys, l'edifici va ser llogat amb freqüència. Ja en el testament del fundador es desprèn que una de les plantes principals havia estat llogada juntament amb les habitacions de l'entresol relacionades a Almorò Pisani. Entre els altres inquilins també recordem les famílies Valmarana i Biondi.
El 1887 va passar a Michelangelo Guggenheim , que el va escollir com a seu dels seus "laboratoris d'arts industrials", el va modernitzar i hi va portar la seva col·lecció d'art personal, que va ser subhastada el 1913.
El 1925 va ser transferit a la Companyia d'Electricitat Adriàtica. Va supervisar una renovació que va comportar l'enderrocament d'una de les dues escales monumentals.
El 1971 l'edifici va passar a ser propietat de la Regió del Vèneto, cosa que el va convertir en una de les seves oficines més prestigioses, on viu el president de la regió. El 1973 va patir una nova intervenció conservadora.

## Arquitectura
L'edifici té tres plantes, amb un entresol i un altre a les golfes, i té una façana perfectament simètrica, que mostra els primers signes de l'arquitectura barroca tot respectant les formes renaixentistes. Un element significatiu d'aquesta transició és l'accentuació del clarobscur a la façana.
A la planta baixa, la façana presenta un gran portal d'arc de mig punt al centre, amb una màscara i enriquit per un timpà triangular, embellit amb altres decoracions a la part superior. El motiu del timpà interromput apareix aquí per primera vegada a Venècia i es reprèn més tard. Als costats hi ha dues entrades més petites, decorades amb timpans mixtilinis. Les dues plantes principals, de dimensions iguals, estan dividides verticalment en tres parts per pilastres i separades horitzontalment per una gruixuda cornisa que marca la divisió entre una planta i  una altra; al centre presenten dues finestres trifores d'arc de mig punt superposades amb parells de columnes jòniques i una balustrada; als costats, un parell de finestres rectangulars monófores amb timpans. Dos escuts d'armes dels Balbi estan inserits en baix relleu entre les finestres monófores del primer pis.
Sota la cornisa dentada hi ha sis petites finestres ovalades monófores, emmarcades en pedra treballada. Aquest motiu està inspirat en l'obra de Jacopo Sansovino i també serà reprès per Baldassarre Longhena. A la teulada, dominant la façana, hi ha dos pinacles en forma d'obelisc, que recorden els del Palau Belloni Battagia. A l'interior, hi ha uns frescos del segle XVIII de Jacopo Guarana.

## Llegenda
L'escriptor de curiositats venecianes Giuseppe Tassini relata una anècdota evocadora vinculada a la construcció d'aquest edifici. El client, Nicolò Balbi, vivia en una casa de lloguer en aquell moment. Un dia, havent-se oblidat de bona fe de pagar el lloguer, es va enfrontar al seu propietari. Profundament ofès, va pagar el deute però alhora va decidir construir la seva pròpia casa. Aleshores es va traslladar amb tota la seva família a una casa flotant, ancorada just davant de la casa de l'antic amo, de manera que la residència d'aquest últim quedés oculta.